# Sepahbod
Sepahbod, tudi Spāhbed, je antični iranski vojaški čin iz obdobja vladavine dinastije Sasanidov. Beseda dobesedno pomeni "poveljnik (posamezne) vojske". Iranski sepahbod je bil po vojaški hierarhiji vzporedno s strategom oz. komitom v vojski Rimskega imperija in pozneje Vzhodnorimskega cesarstva. Vrhovni poveljnik vseh sasanidskih vojaških divizij je bil Ērān-spāhbed (vseiranski poveljnik), primerljiv z rimskim (magistrom militum).
Po islamizaciji Irana je naziv sepahbod postal znan kot ispahbadh.
Podobni vojaški naziv so prevzeli tudi v Armeniji (asparapet), Gruziji (spaspeti), ter osrednji Aziji. Naziv so obnovili v 20. stoletju v sodobni obliki sepahbod (سپهبد), ki je za en čin nižji od višjega generala (artešbod-a).

## Uporaba v predislamski Perziji
Naziv je dokazan v stari perzijščini iz obdobja Ahemenidskega cesarstva kot spādhapati. Naziv se je ohranil v Partskem  cesarstvu kot vojaški čin v nekaterih izmed partskih sedmih velikih hiš.
Sasanidska dinastija, ki je nasledila partske Aškanije, je obdržala naziv v novi reformirani državni vojski, ki ni bila vezana na plemstvo, ampak neposredno na cesarja in vojaškega magistra (Eran Sepahbod-a).

## Po islamizaciji
Po islamskem zavzetju Irana (l. 651) se je naziv v praksi ohranil v neosvojenem Gorganu, Tabaristanu in Ghelanu na severu Irana, kjer je zadnji nemuslimanski iranski državi vladala dinastija Dabujidov (642–760). Do 13. stoletja so tudi islamski vladarji Irana uporabljali naziv sepahbod.

## Uporaba v Armeniji
V Kraljevini Armeniji, kjer je vladala veja partske Aškanijske dinastije, so naziv prevzeli po perzijskem vzoru. V Armeniji je bil en sam sepahbod (rmensko Asparapet ali  Aspahapet), ki je v poznem obdobju bil član vladajoče dinastije Mamikonijanov (vladali 301-8. stoletje).